# Ljus lyktblomfluga
Ljus lyktblomfluga (Leucozona glaucia) är en tvåvingeart som först beskrevs av Carl von Linné 1758.  Ljus lyktblomfluga ingår i släktet lyktblomflugor, och familjen blomflugor.
Artens utbredningsområde är Sverige. Arten är reproducerande i Sverige. Inga underarter finns listade i Catalogue of Life.

## Bildgalleri

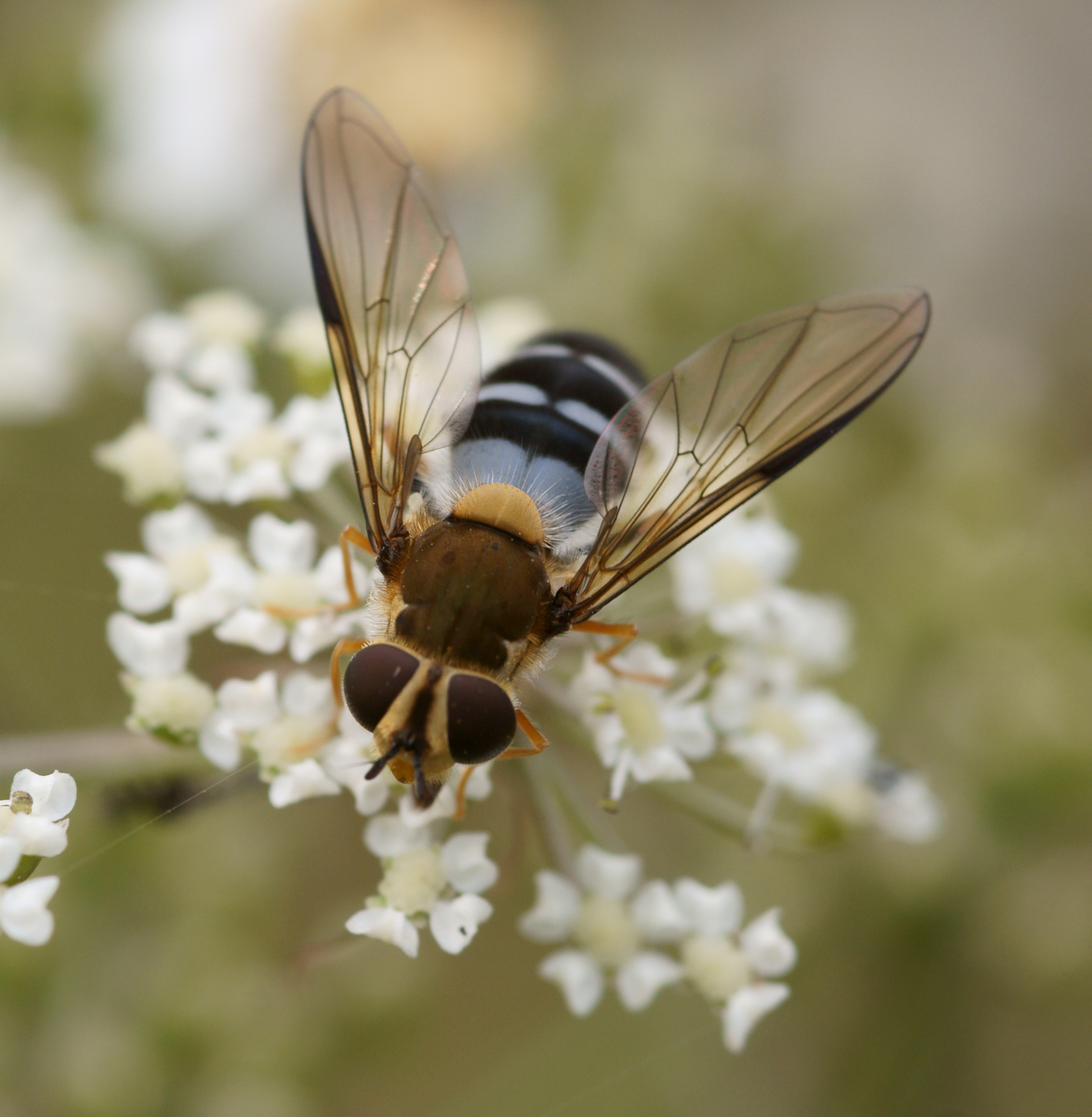
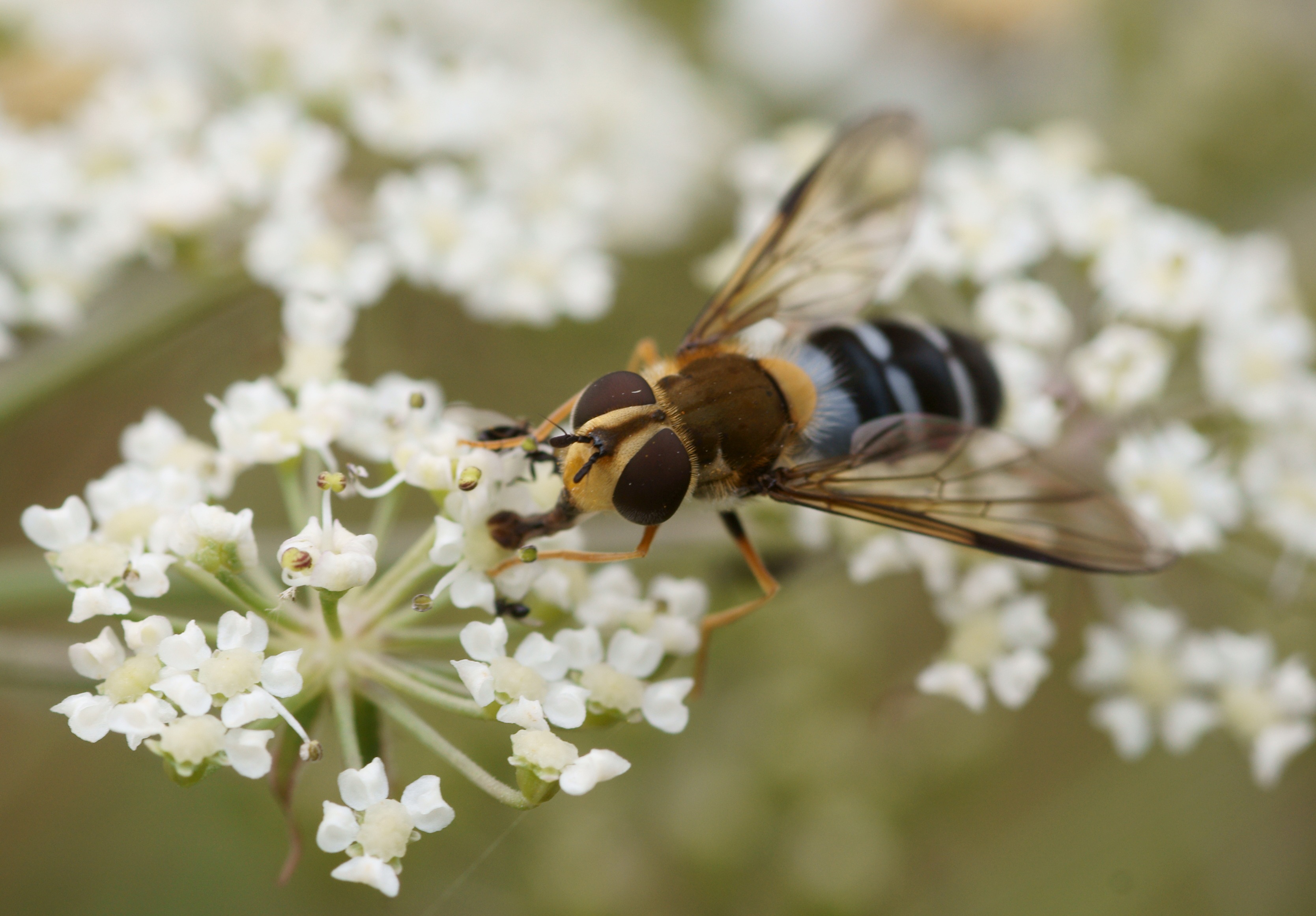
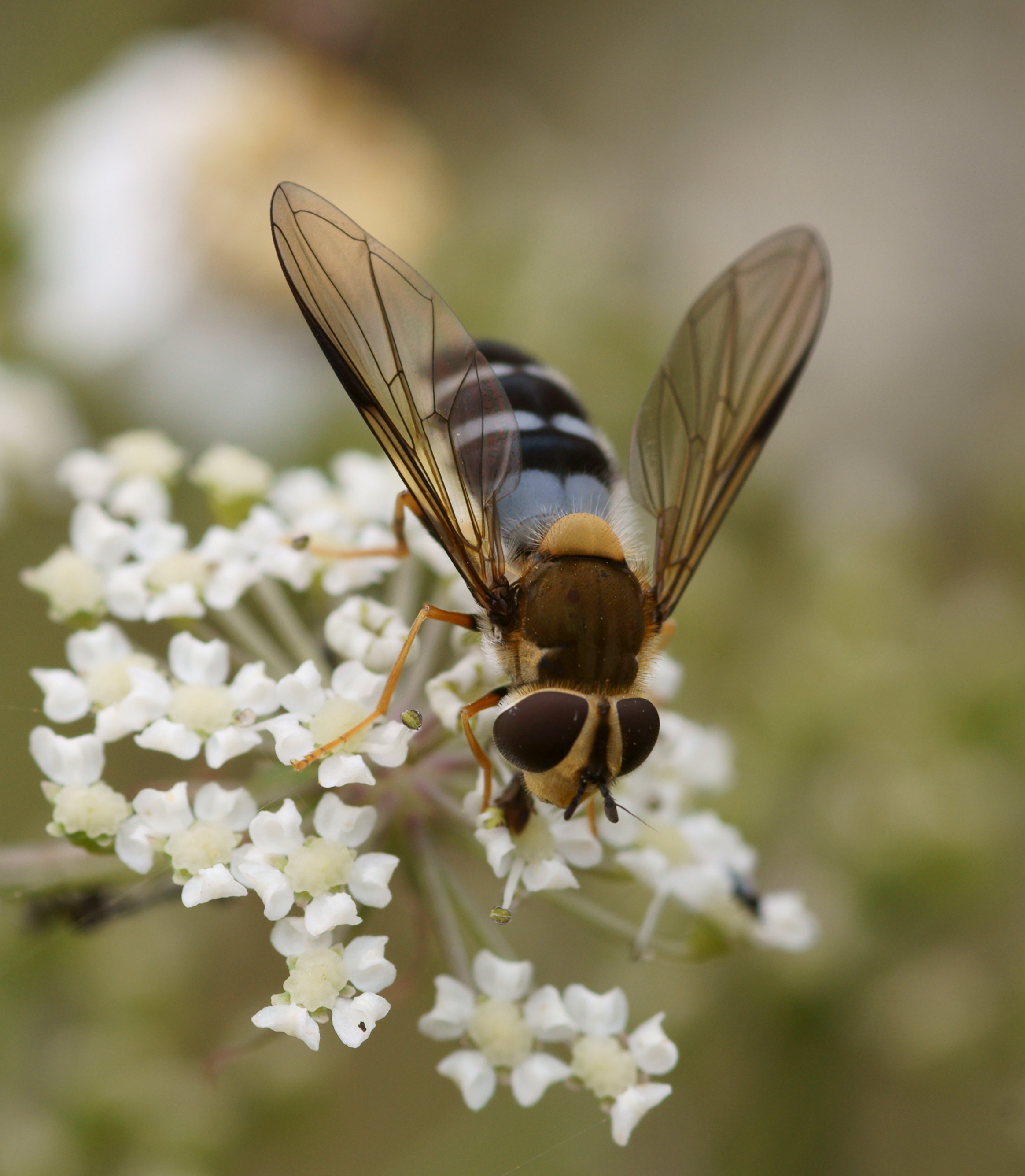
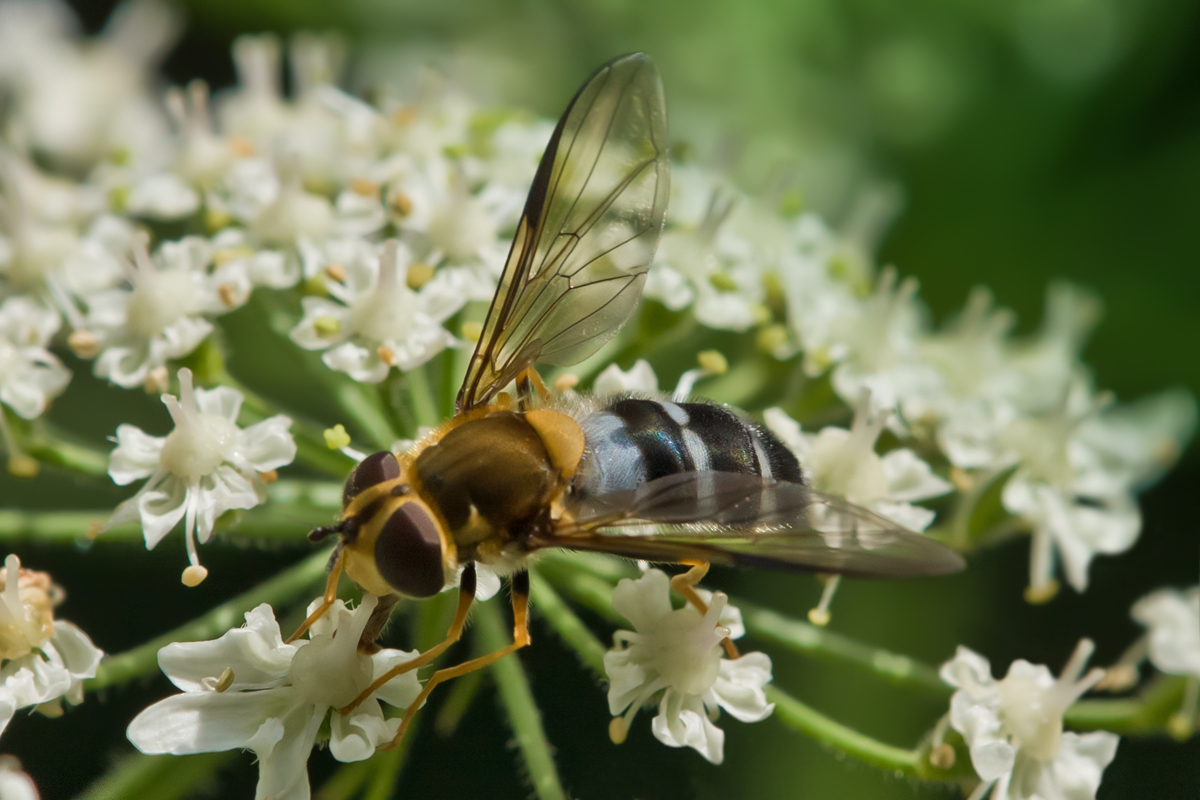
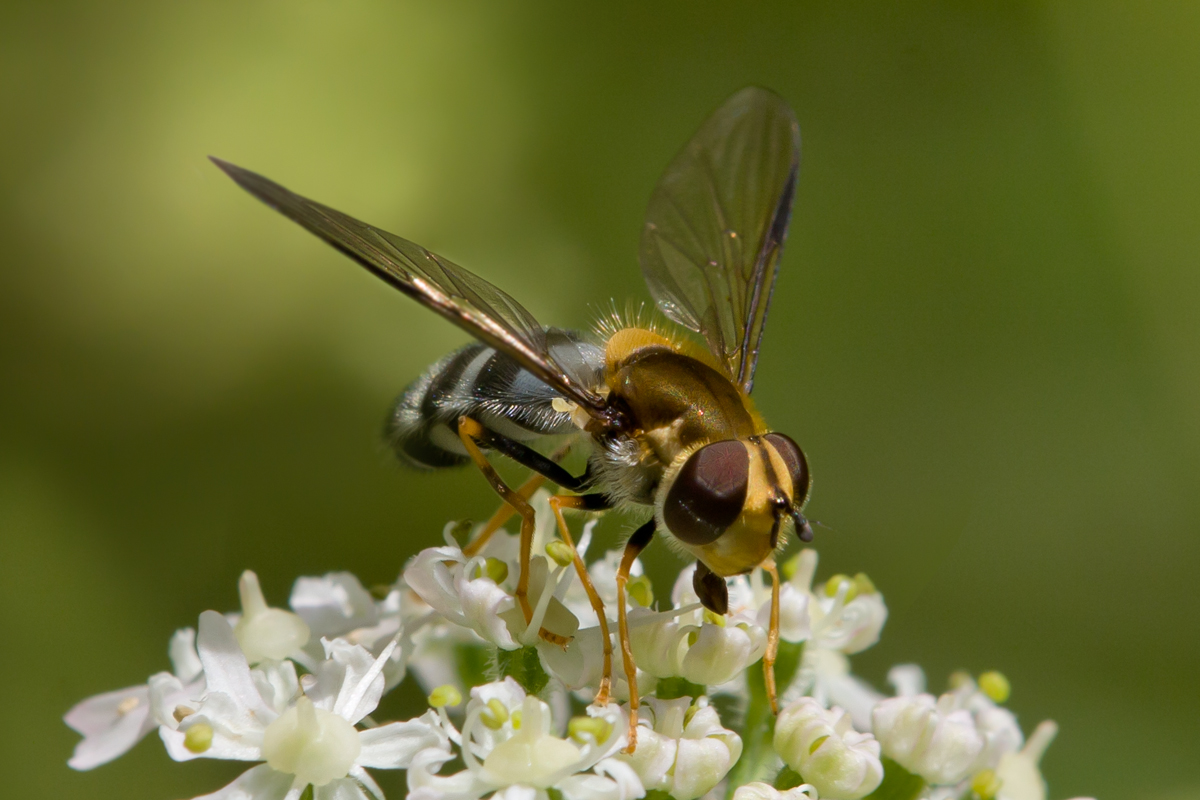
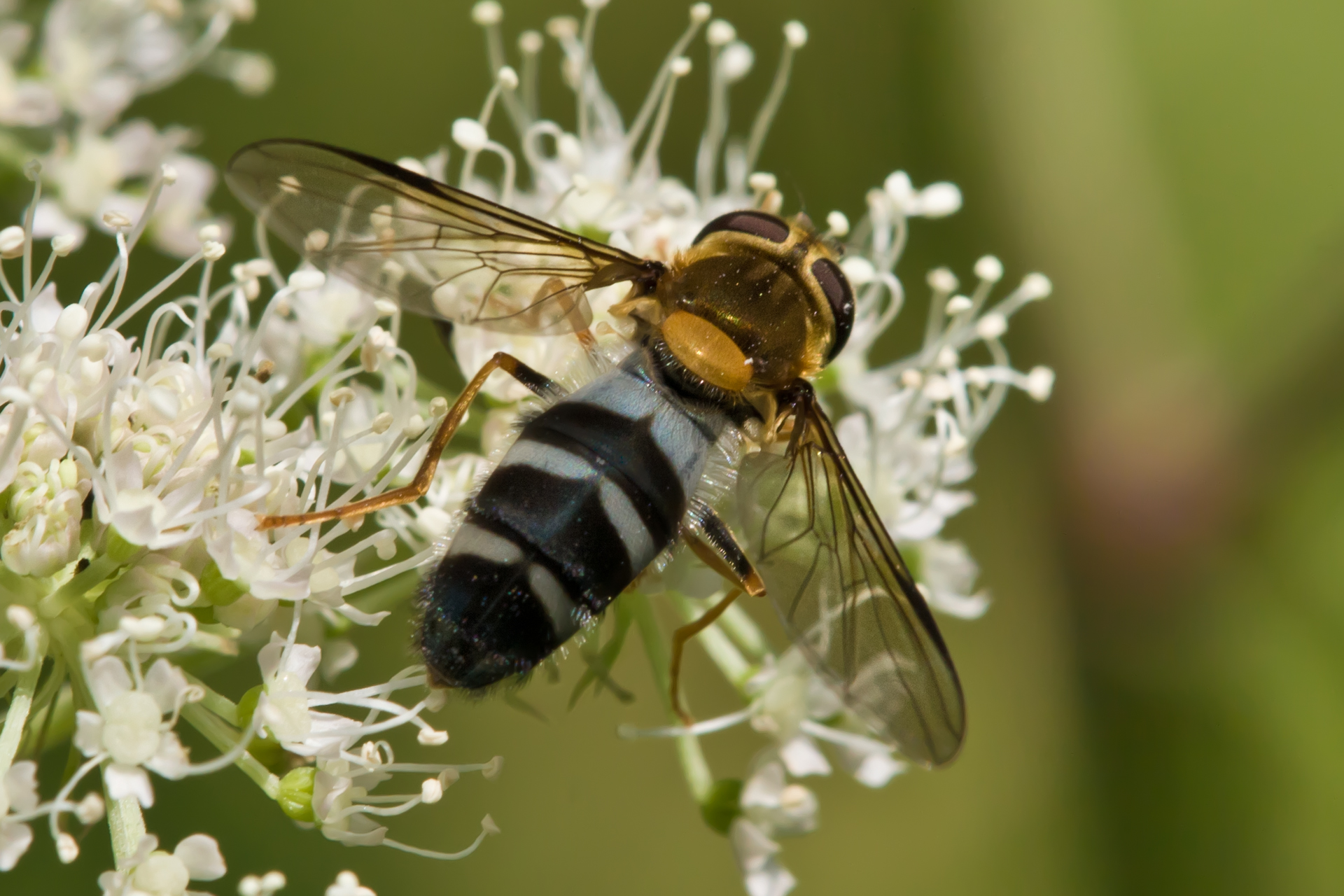